# Fernando José Castro Aguayo
Fernando José Castro Aguayo (ur. 29 lipca 1951 w Caracas) – wenezuelski duchowny katolicki, ordynariusz diecezji Margarita od 2015.

## Życiorys
Zdobył tytuł inżyniera budownictwa na Katolickim Uniwersytecie Andrés Bello w Caracas. Studia kościelne w dziedzinie filozofii i teologii ukończył w ramach "Studium Generale" prałatury Opus Dei w Wenezueli i Kolegium Świętego Krzyża w Rzymie. Doktoryzował się z teologii na Uniwersytecie Nawarry w Pampelunie (Hiszpania).
31 maja 1984 wyświęcony na kapłana w Rzymie i inkardynowany do Opus Dei. Był wikariuszem arcybiskupa Caracas do spraw duszpasterstwa.
Był rektorem kościoła pw. Świętej Rodziny w Caracas, a także wykładowcą teologii w "Studium Generale" Opus Dei oraz w Wyższym Seminarium Duchownym w Caracas.
27 czerwca 2009 mianowany przez papieża Benedykta XVI biskupem pomocniczym archidiecezji Caracas. Święcenia biskupie przyjął 26 września 2009. Jako biskupowi przydzielono mu biskupstwo tytularne Ampory.
4 sierpnia 2015 został mianowany biskupem diecezji Margarita. Ingres odbył 10 października 2015.